# Facebook公司文件洩露
Facebook文件是吹哨人弗朗西丝·霍根於2021年洩露給华尔街日报的Facebook内部文件。 2021年10月22日起，美國17家新聞機構組成的聯盟開始根据泄露的Facebook文件和其他信息發布一系列統稱為「Facebook文件」的報道。
其中有提到根據Facebook內部文件顯示，Facebook在明知有人通過Facebook及Instagram平台販賣女傭情況下卻無力整治；Facebook將重要客戶列在名為XCheck的系統，列入該系統的人有發佈違反Facebook社區準則內容的特權。